# Stare Janikowo
Stare Janikowo – dzielnica Janikowa, trzecia pod względem liczby ludności. Mieszka tu około 700 osób.
Znajduje się tu dworzec kolejowy, szkoła podstawowa (klasy IV–VI), zespół szkół "Prestige", Parafia Najświętszego Serca Pana Jezusa
Protestanckie oraz Zbór Kościoła Ewangelicznego w RP.

## Ulice miasta w dzielnicy
- 1-go Maja
- Powstańców WLKP. (część)
- Szkolna
- Wiejska
- Jana z Ludziska